# Isla Uvita
La Isla Quiribrí, más conocida por su nombre popular, Isla Uvita, es una isla de Costa Rica, ubicada a 1.4 km al este del actual puerto de la ciudad de Limón, en el mar Caribe. Es Monumento Nacional de Costa Rica desde 1984, ya que reviste importancia histórica por ser el primer punto del territorio costarricense donde tomó tierra Cristóbal Colón en su cuarto viaje a América, el 25 de septiembre de 1502.

## Toponimia
Quiribrí, de origen huetar y significado incierto, era el nombre que los indígenas de Cariay daban a esta isla al momento de la llegada de Cristóbal Colón en 1502. Colón la llamó La Huerta, por compararla con una huerta frondosa y un paraíso natural. El nombre Uvita deriva de Uva, que es la traducción de Grape Key, nombre que le daban los británicos y los zambos mosquitos que asolaban la costa caribeña de Costa Rica durante la Colonia. Con la declaratoria como Monumento Nacional en 1985, la Asamblea Legislativa de Costa Rica decidió bautizar oficialmente la isla con el nombre de Quiribrí, aunque el nombre Uvita sigue estando vigente y es el más conocido entre la población costarricense.

## Historia
La isla era llamada Quiribrí por los habitantes indígenas de la localidad de Cariay, habitantes precolombinos de la zona. El 25 de septiembre de 1502, Cristóbal Colón fondeó sus naves en la isla para repararlas, y dio a la isla el nombre de La Huerta. Esta visita de un par de semanas permitió un pasajero contacto con los indígenas, que recibieron a los europeos ataviados con indumentaria de oro, lo que, parece ser, fue el motivo de que se atribuyera equivocadamente a Colón el haber dado al territorio el nombre de Costa Rica, que en realidad fue utilizado por primera vez por la Audiencia de Panamá en 1539.
A partir del siglo XIX, Uvita formó parte del desarrollo portuario de la ciudad de Limón. En 1878 se construyó el primer muelle y faro de madera ubicado al norte de la isla. En 1891, Minor Cooper Keith construyó un nuevo faro de hierro de 27 m de altura, traído de Londres, y un nuevo muelle. En 1881, Uvita se convirtió en un sitio donde se exiliaban enfermos con enfermedades contagiosas, primeramente, marineros enfermos de viruela o de cólera, a los que se ponía en cuarentena, y posteriormente personas enfermas de lepra. Se construyó un hospital de madera en 1887, y otros edificios con propósitos similares. 
A inicios del siglo XX, se registran los primeros indicios de su abandono paulatino. Para 1930, la isla había sido abandonada por completo, limitándose su visitación al mantenimiento del faro, primero por el Ministerio de Obras Públicas de Costa Rica, y luego por JAPDEVA, institución pública encargada del desarrollo de la provincia de Limón, a partir de 1964. En 1985, fue declarada por decreto como monumento nacional por ser sitio patrimonial e histórico, lo que obligaba al Estado y a la Municipalidad de Limón a mantenerla en buen estado. Posteriormente, su cuidado fue asumido nuevamente por JAPDEVA, que construyó algunas edificaciones y realizó mejoras efímeras. En 2012, la isla fue noticia luego de que la policía desmantelara a un grupo de narcotraficantes que la utilizaban como bodega para droga. En la actualidad, la isla es visitada por grupos de voluntarios, principalmente estudiantes universitarios, para recolectar residuos, así como destino turístico, pero no cuenta con la infraestructura adecuada para tales fines.

## Geografía y ecología
La isla tiene una superficie de 11,07 ha y su mayor elevación alcanza los 18 m s. n. m., donde se ubica el faro. Casi el 40% del territorio de la isla son acantilados rocosos, ocupados por bosque tropical húmedo. En 1991, el terremoto de Limón levantó las placas de la isla en el sector noreste, exponiendo el arrecife de coral. Está habitada por algunas especies de aves, perezosos y peces. La isla es visitada por las tortugas verde (Chelonia mydas) y carey (Eretmochelys imbricata), y es sitio de anidación del ave acuática Sula leucogaster. La parte sur de la isla posee un arrecife coralino con cavernas submarinas de 10 m de profundidad, habitadas por, al menos, 96 especies de peces. 
Es visitada por estudiantes, turistas y pescadores locales pues cuenta con una playa de arena blanca y se puede practicar buceo de superficie. La isla posee dos senderos, uno perimetral de 675 m de largo, y otro que atraviesa la isla hasta el faro, ubicado en la zona central, de 216 m de largo. No hay presencia humana permanente.